# Національне свято Швейцарії

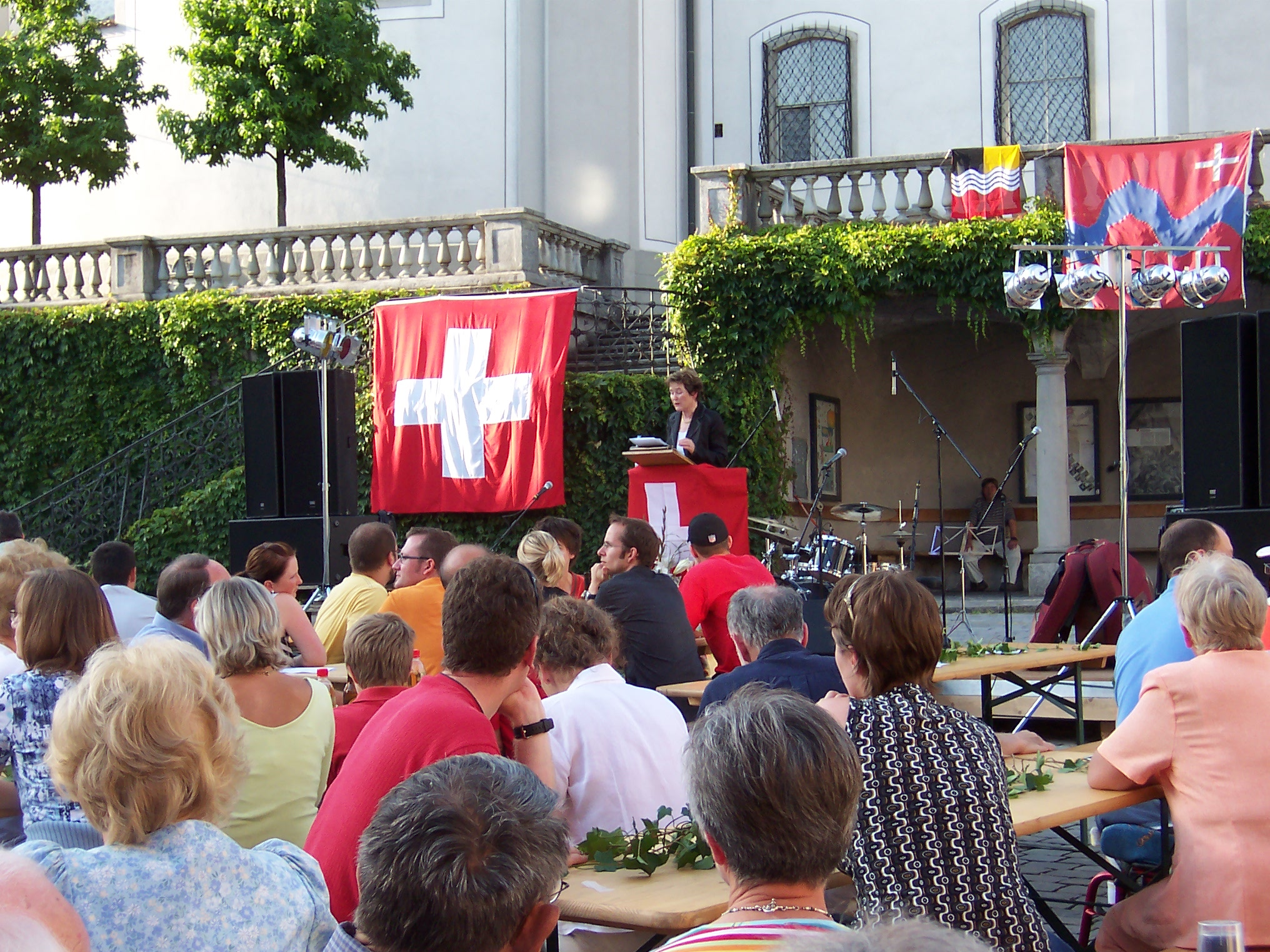
Виступ Елізабет Копп у Швіці

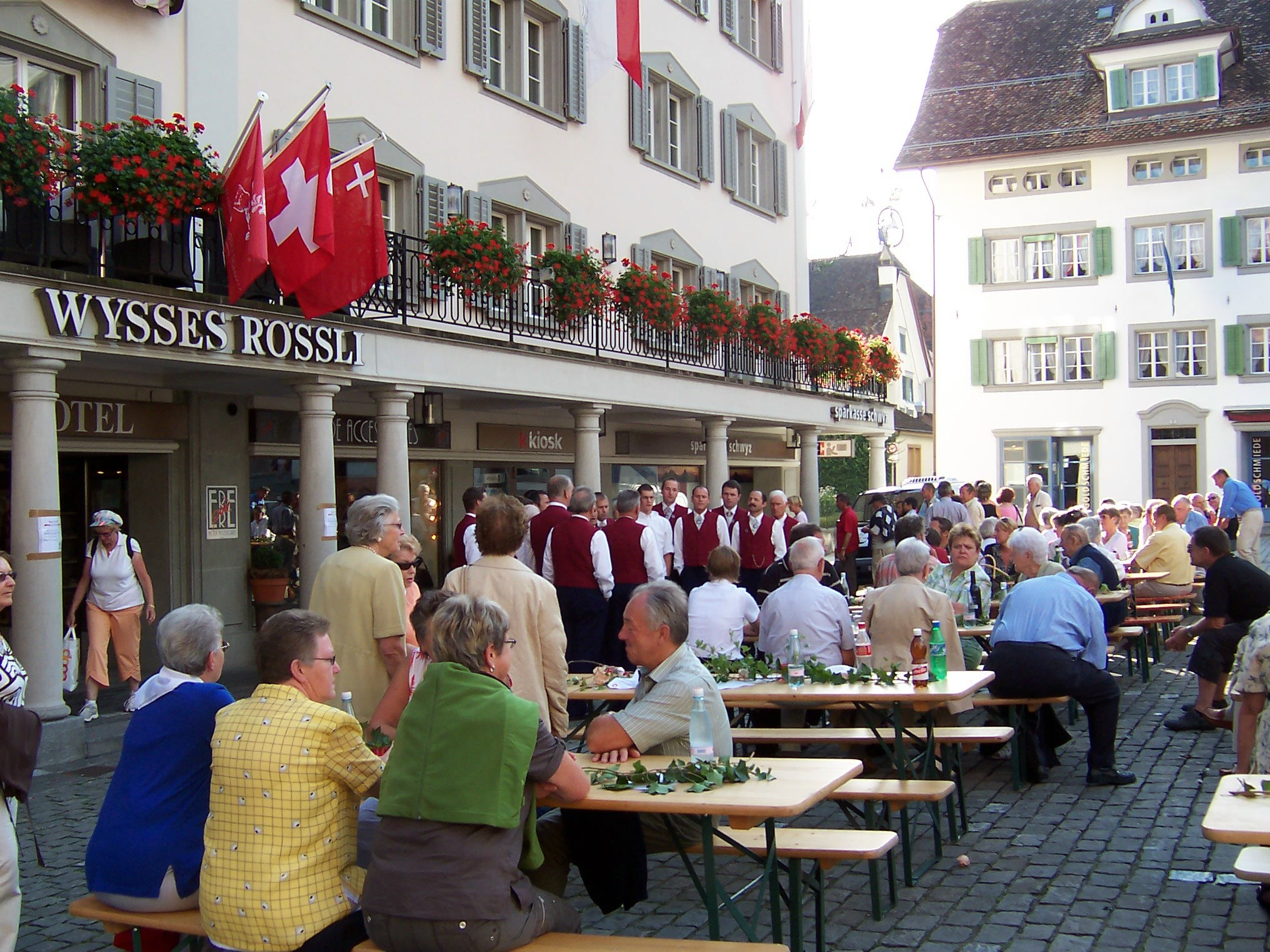
Святкування національного дня в Йодль-клубі «Міфічне ехо»

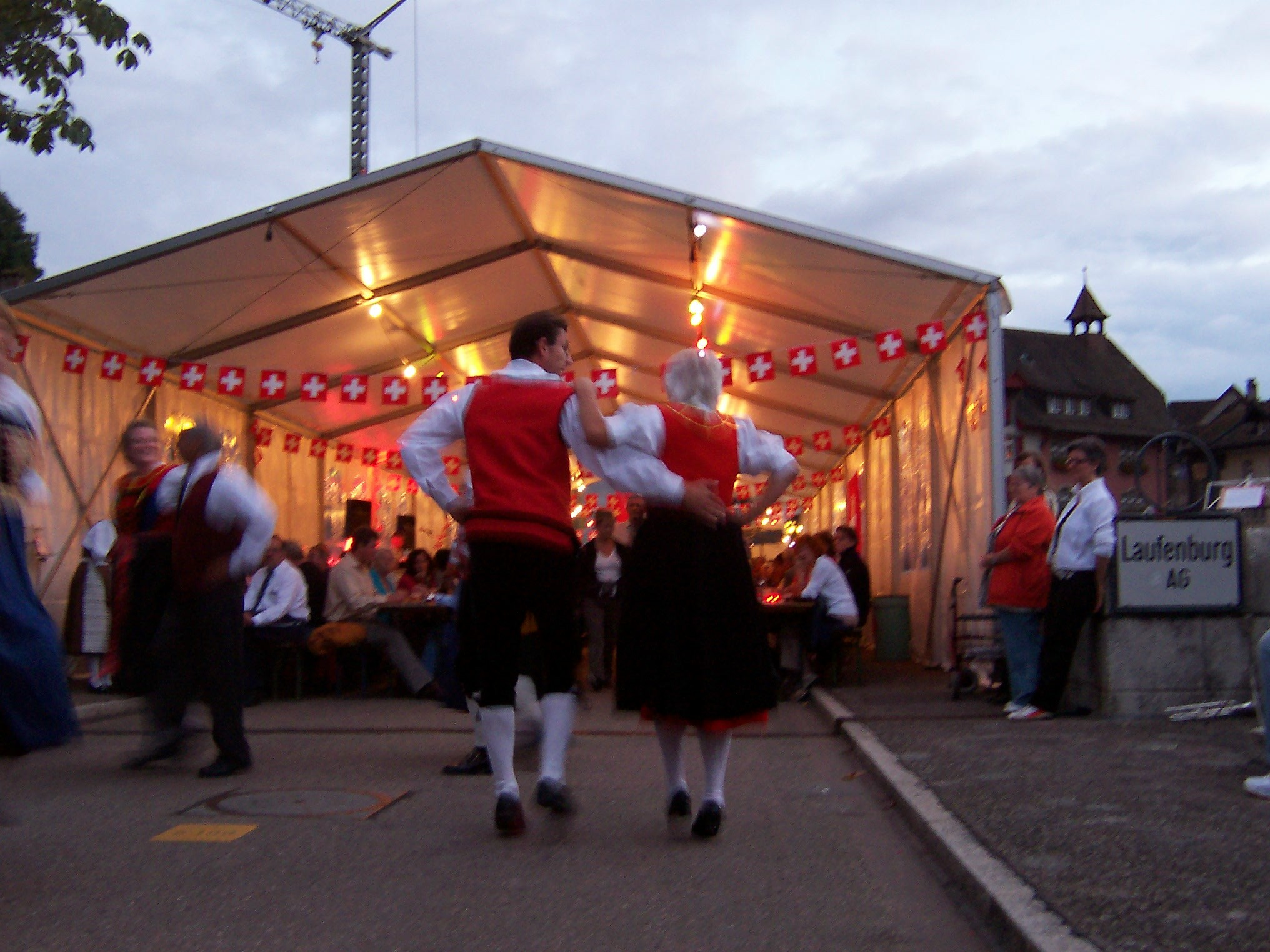
Танцювальна вистава на Національному святі Швейцарії

Національне свято Швейцарії (нім. Schweizer Bundesfeiertag, фр. Fête Nationale Suisse, італ. Festa Nazionale Svizzera, ромш. Festa naziunala svizra) — державне свято у Швейцарії, яке відзначають щороку 1 серпня на пам'ять про укладення трьома кантонами присяжного союзу, який поклав початок Швейцарській конфедерації. Це єдине свято країни, яке відзначають на федеральному рівні.

## Історія
Відповідно до швейцарського національного міфу, 1291 року представники трьох лісових кантонів — Швіцу, Урі й Унтервальдену уклали союз для оборони від зовнішнього нападу. Цю подію і вважають основоположною, що послужила початком утворення Швейцарської Конфедерації. Офіційно свято запроваджено 1891 року, у рік шестисотріччя утворення Швейцарії, а з 1899 року його почали відзначати вже в усій Швейцарії. Відтоді тривалий час у більшості кантонів цей день був робочий, але 26 вересня 1993 року на всенародному референдумі більшість громадян висловилася за те, аби зробити 1 серпня офіційним неробочим днем у всій Швейцарії. Від 1 липня 1994 року 1 серпня є державним святом за розпорядженням Федеральної ради Швейцарії.

## Святкування
Під час святкувань не тільки прикрашають вулиці міст, але й багато швейцарців вивішують національні прапори на власних будинках. У другій половині дня організовуються урочистості зі співом гімну. О 20 годині лунають усі церковні дзвони. З настанням темряви вулицями ходять діти з ліхтариками. У багатьох містах святкування закінчуються феєрверками, а на вершинах гір і пагорбів запалюють багаття. Щороку президент Швейцарії виступає з урочистою промовою на галявині Рютлі — місці складання легендарної присяги.